# ホーリス・ヘッドバーグ
ホーリス・ヘッドバーグ（Hollis Dow Hedberg, 1903年5月29日 - 1988年8月1日）は、アメリカ合衆国の地質学者である。石油探査の分野で働き、海洋掘削調査船による地質調査をおこなった。
カンザス州 Falun に生まれた。カンザス大学、コーネル大学で学び、スタンフォード大学で博士号を得た。1926年から石油会社で石油探査の業務で働き、ベネズエラなどの石油資源の探査を行った。1959年から1971年の退職まで、プリンストン大学で教鞭を執った。1960年代から、海洋地質学の研究を行った。1962年にアメリカ科学アカデミーのAMSOCモーホール委員会の会長に選ばれ、Joides深海掘削計画に関わった。
1959年にアメリカ地質学会の会長となり、1962年にアメリカ地質研究所の所長となった。1975年にロンドン地質学会からウォラストン・メダルを受賞した。